# Stefania LaVie Owen
Stefania LaVie Owen, född 15 december 1997, är en nyzeeländsk-amerikansk skådespelare. Hon är mest känd för sin roller i TV-serierna Running Wilde (2010-2011) som Puddle Kadubic och i The Carrie Diaries (2013-2014) som Dorrit Bradshaw.